# Safari Software
Safari Software — фирма-разработчик и издатель компьютерных игр, основанная в 1989 году в Хьюстоне, штат Техас. Перед созданием Safari, Патрик Аалто создал freeware игру Line Wars на движке игры Elite. Первой игрой, выпущенной компанией, была Jason Storm in Space Chase в 1993 году.
После разработки нескольких игр компания заключила договор о партнёрстве с Epic MegaGames на распространение игр, которые они будут издавать. Первой игрой, выпущенной по этой договорённости, стала разработанная P-Squared Productions игра Traffic Department 2192. Однако в определённых регионах, где Epic имела ограниченные возможности, таких как Австралия, Safari использовала другие компании для распространении, например, Manaccom.
1995 и 1996 были благоприятными для Safari, благодаря таким играм как Highway Hunter и Seek & Destroy, которые распространялись с помощью shareware-модели и рекламировались Epic MegaGames. В 1997 году Epic купила Safari Software. Популярные игры Safari ещё некоторое время продавались через веб-сайт Epic Megagames, но в 2001 году в связи со слабыми продажами продаваться перестали. Epic Classics, подразделение Epic Games, всё ещё продаёт Seek & Destroy. Все права на игры изданные Safari принадлежать Epic Games.

## Выборочный список игр, изданных Safari Software
- Jason Storm in Space Chase (1993) (Разработчик: Safari Software)
- Heroes: The Sanguine Seven (1994) (Разработчики: Jeffrey Fullerton & Safari Software)
- Traffic Department 2192 (1994) (Разработчик: P-Squared Productions)
- Line Wars II (1994) (Разработчик: Safari Software)[1]
- Highway Hunter (1995) (Разработчик: Omega Integral Systems)
- Seek & Destroy (1996) (Разработчик: Vision Software)